# Primeiro Consistório Ordinário Público de 1858

## Cardeais Eleitores
| Nº                 | País               | Nome                            | Idade              | Cargo                                                                      | Título ou Diaconia                                           |
| Cardeais eleitores | Cardeais eleitores | Cardeais eleitores              | Cardeais eleitores | Cardeais eleitores                                                         | Cardeais eleitores                                           |
| ------------------ | ------------------ | ------------------------------- | ------------------ | -------------------------------------------------------------------------- | ------------------------------------------------------------ |
| 1                  | Espanha            | Cirilo Alameda y Brea, O.F.M.   | 76                 | Arcebispo de Toledo                                                        | Cardeal-presbítero                                           |
| 2                  | Itália             | Antonio Benedetto Antonucci     | 59                 | Arcebispo de Ancona-Osimo                                                  | Cardeal-presbítero de Santos Silvestre e Martinho nos Montes |
| 3                  | Espanha            | Manuel Joaquín Tarancón y Morón | 75                 | Arcebispo de Sevilha                                                       | Cardeal-presbítero                                           |
| 4                  | Itália             | Enrico Orfei                    | 57                 | Bispo de Cesena-Sarsina                                                    | Cardeal-presbítero de Santa Balbina                          |
| 5                  | Itália             | Giuseppe Milesi Pironi Ferretti | 41                 | Ministro do Comércio, Belas Artes e Obras Públicas dos Estados Pontifícios | Cardeal-presbítero de Santa Maria em Ara Coeli               |
| 6                  | Itália             | Pietro de Silvestri             | 55                 | Regente da Penitenciária Apostólica                                        | Cardeal-diácono de Santos Cosme e Damião                     |
| 7                  | Itália             | Teodolfo Mertel, O.F.M.Cap.     | 52                 | prefeito da Congregação de St. Ives                                        | Cardeal-diácono de Santo Eustáquio                           |

## Link Externo
- «Catholic Hierarchy» (em inglês)